# Pojke försvunnen
Pojke försvunnen är en deckarroman från 2007 av den svenska författaren Anna Jansson.

## Handling
En pojke försvinner efter ett kalas i Herrvik på Gotland. Innan kalaset hade han cyklat med en stulet kranium på pakethållaren.
Läsaren får fortsätta att följa Maria Wern och hennes kollegor i deras arbete med att ta reda på vad som har hänt med pojken.